# ペルセポリス (映画)
『ペルセポリス』（原題：Persepolis）は、2007年のフランスのアニメ映画。
マルジャン・サトラピの半自伝的バンド・デシネ『ペルセポリス』を原作に長編アニメとして製作した作品。第60回カンヌ国際映画祭審査員賞を受賞。第80回アカデミー賞外国語映画賞のフランス代表作品であり、長編アニメ映画賞にノミネートされた。

## ストーリー
1978年のテヘランに住む9歳の少女マルジ（ガブリエル・ロペス）は、両親や祖母とともに何不自由なく暮らしていた。そんなある日、革命が始まり、新イスラム共和国が誕生。反政府主義者として投獄されていたアヌーシュおじさん（フランソワ・ジェローム）も解放され、マルジは彼からさまざまなことを教えてもらうが、その後アヌーシュは新政府に逮捕されてしまう。

## キャスト
- キアラ・マストロヤンニ：マルジ
- カトリーヌ・ドヌーブ：マルジの母、タージ
- ダニエル・ダリュー：マルジの祖母
- シモン・アブカリアン：マルジの父、エビ
- ガブリエル・ロペス（フランス語版）：少女時代のマルジ
- フランソワ・ジェローム（フランス語版）：アヌーシュ・おじさん

## 主な受賞
- カンヌ国際映画祭
  - 審査員（マルジャン・サトラピ、ヴァンサン・パロノー ）
- ニューヨーク映画批評家協会賞
  - アニメーション賞
- ロサンゼルス映画批評家協会賞
  - アニメーション賞
- ナショナル・ボード・オブ・レビュー
  - 表現の自由を反映した特別映画賞
- ニューヨークオンライン映画批評家協会賞
  - 最優秀外国語映画賞
  - 最優秀アニメーション賞
- ロンドン映画祭
  - Sutherland Trophy賞
- バンクーバー国際映画祭
  - 観客賞
- 中東国際映画祭
  - 観客賞

## トリビア
『ハリウッド・リポーター』選出の「大人向けアニメ映画ベスト10」において9位にランクインしている。